# Bo Burnham
Bo Burnham — одноименный дебютный альбом американского комика Бо Бёрнэма, изданный 10 марта 2009 года лейблом Comedy Central Records. Альбом получил преимущественно положительные отзывы критиков, а также был сертифицирован RIAA как платиновый.

## Список композиций
| №                   | Название                                  | Длительность |
| ------------------- | ----------------------------------------- | ------------ |
| 1.                  | «"I'm Bo Yo"»                             | 3:55         |
| 2.                  | «"My Whole Family..."»                    | 3:58         |
| 3.                  | «"Bo Fo Sho"»                             | 3:08         |
| 4.                  | «"Love is..."»                            | 3:58         |
| 5.                  | «"The Perfect Woman"»                     | 3:26         |
| 6.                  | «"High School Party"»                     | 2:52         |
| 7.                  | «"Klan Kookout"»                          | 2:45         |
| 8.                  | «"New Math"»                              | 3:36         |
| 9.                  | «"I'm Bo Yo"»                             | 3:31         |
| 10.                 | «"A Love Ballad"»                         | 2:33         |
| 11.                 | «"Rehab Center For Fictional Characters"» | 3:19         |
| 12.                 | «"Welcome To YouTube"»                    | 3:33         |
| 13.                 | «Bonus Track»                             | 2:01         |
| Общая длительность: | Общая длительность:                       | 42:35        |

### Чарты
| Чарт(2009)                        | Позиция |
| --------------------------------- | ------- |
| U.S. Billboard 200                | 105     |
| U.S. Billboard Heatseekers Albums | 1       |
| U.S. Billboard Independent Albums | 12      |
| Чарт(2010)                        | Позиция |
| U.S. Billboard Comedy Albums      | 1       |